# Wall Street (pel·lícula)
Wall Street és una pel·lícula dramàtica del 1987 dirigida i coescrita per Oliver Stone. La pel·lícula narra la història de Bud Fox (Charlie Sheen), un jove agent de borsa que entrarà a treballar amb Gordon Gekko (personatge interpretat per (Michael Douglas).

## Argument
Bud Fox (Charlie Sheen) és un jove agent de borsa que intenta obrir-se camí a Wall Street. Durant el dia treballa per a una companyia, i en les seves estones lliures intenta conèixer un dels grans magnats de les inversions. Finalment aconsegueix presentar-se a Gordon Gekko (Michael Douglas), qui el contracta com a agent. Amb Gekko tot són diners, luxes i diversió, però ben aviat Bud s'adona que és un home sense escrúpols. Quan Gekko li encarrega una operació molt atractiva per a ell però que infringeix les regles més elementals de l'ètica, Bud haurà de decidir per quin camí vol seguir.

## Repartiment
| Actor            | Personatge           |
| ---------------- | -------------------- |
| Michael Douglas  | Gordon Gekko         |
| Charlie Sheen    | Bud Fox              |
| Daryl Hannah     | Darien Taylor        |
| Martin Sheen     | Carl Fox             |
| Frank Adonis     | Charlie              |
| Hal Holbrook     | Lou Mannheim         |
| James Karen      | Lynch                |
| James Spader     | Roger Barnes         |
| John C. McGinley | Marvin               |
| Saul Rubinek     | Harold Salt          |
| Sean Young       | Kate Gekko           |
| Terence Stamp    | Sir Lawrence Wildman |

## Premis
La pel·lícula ha guanyat diversos premis, en especial per al seu actor protagonista, Michael Douglas. Els diferents gualardons adquirits són: 
- 1988: Òscar al millor actor principal, Michael Douglas, el 1988:.
- 1988: Premi Globus d'Or, a la millor actuació en el cinema (Drama), també per a Michael Douglas.
- 1988: Premi KCFCC al millor actor (Michael Douglas).
- 1987: Premi National Board of Review al millor actor (Michael Douglas).
- 1988: Premi David de Donatello al millor actor estranger (Michaael Douglas).
- 1988: Premi Nastro d'argento al millor actor estranger (Michael Douglas).

També va rebre el premi Razzie 1988 a la pitjor actriu secundària (Daryl Hannah).

## Crítica
- "L'assoliment més impressionant del film de Stone és aconseguir que totes les operacions financeres semblin complicades i convincents, i que tot i així tot sempre tingui sentit. (...) Puntuació: ★★★ ½ (sobre 4)"[2]

- "Wall Street, en part per l'època en què es va estrenar, es va convertir en alguna cosa més que una pel·lícula. Es va convertir en una declaració de la fallida moral que s'infiltrava en elements de la societat, i les paraules de Gekko eren una oda a aquesta filosofia. (...) Puntuació: ★★★ (sobre 4) "[3]

James Berardinelli: ReelViews

## Seqüela
El 2010 s'estrenà finalment la segona part de la pel·lícula dirigida pel mateix director, Oliver Stone amb el títol en castellà de Wall Street 2: el dinero nunca duerme (no està doblada al català; en anglès amb el nom de Wall Street: Money never sleeps). En ella hi intervenen altre cop Michael Douglas i Charlie Sheen. A més, hi participen en altres papers Shia LaBeouf, Susan Sharandon o Frank Langella.